# Túnel de Somosierra
El túnel de Somosierra es un túnel ferroviario español situado al norte de la Comunidad de Madrid, en pleno sistema Central. La infraestructura forma parte del ferrocarril directo Madrid-Burgos y tiene una longitud de 3895 metros, constituyendo uno de los túneles más largos de la red ferroviaria española. En la actualidad el túnel se encuentra fuera de servicio tras un derrumbe interior ocurrido en 2011 que bloqueó el tránsito de trenes en gran parte de la línea.
También se conoce como túnel de Somosierra al túnel de la A-1, abierto en 1992.

## Características
El túnel tiene 3895 metros de longitud y un trazado de vía única, aunque la infraestructura está diseñada para acoger doble vía. El proyecto original contemplaba la construcción de un túnel de 3750 metros, pero este se terminó ampliando para evitar la acumulación de nieve durante el invierno.
En las cercanías de la boca sur del túnel se encuentra situada la estación de Robregordo-Somosierra. 

## Historia
Durante la dictadura de Primo de Rivera se aprobó el llamado Plan Guadalhorce, en 1926, que preveía la construcción de varias líneas férreas y la creación de una red radial de ferrocarriles que mejorara las comunicaciones con Madrid. Una de las primeras líneas cuya construcción se acometió fue la del ferrocarril directo Madrid-Burgos, cuyas obras comenzaron en 1928. El 14 de octubre de 1933 se completó la perforación del túnel, si bien los trabajos restantes se acabaron alargando durante varias décadas y la construcción no se completaría hasta 1966. Al comienzo de la Guerra Civil, en julio de 1936, el túnel de Somosierra llegó a ser escenario de algunos combates entre ambos contendientes. La línea fue inaugurada en julio de 1968 por RENFE. 

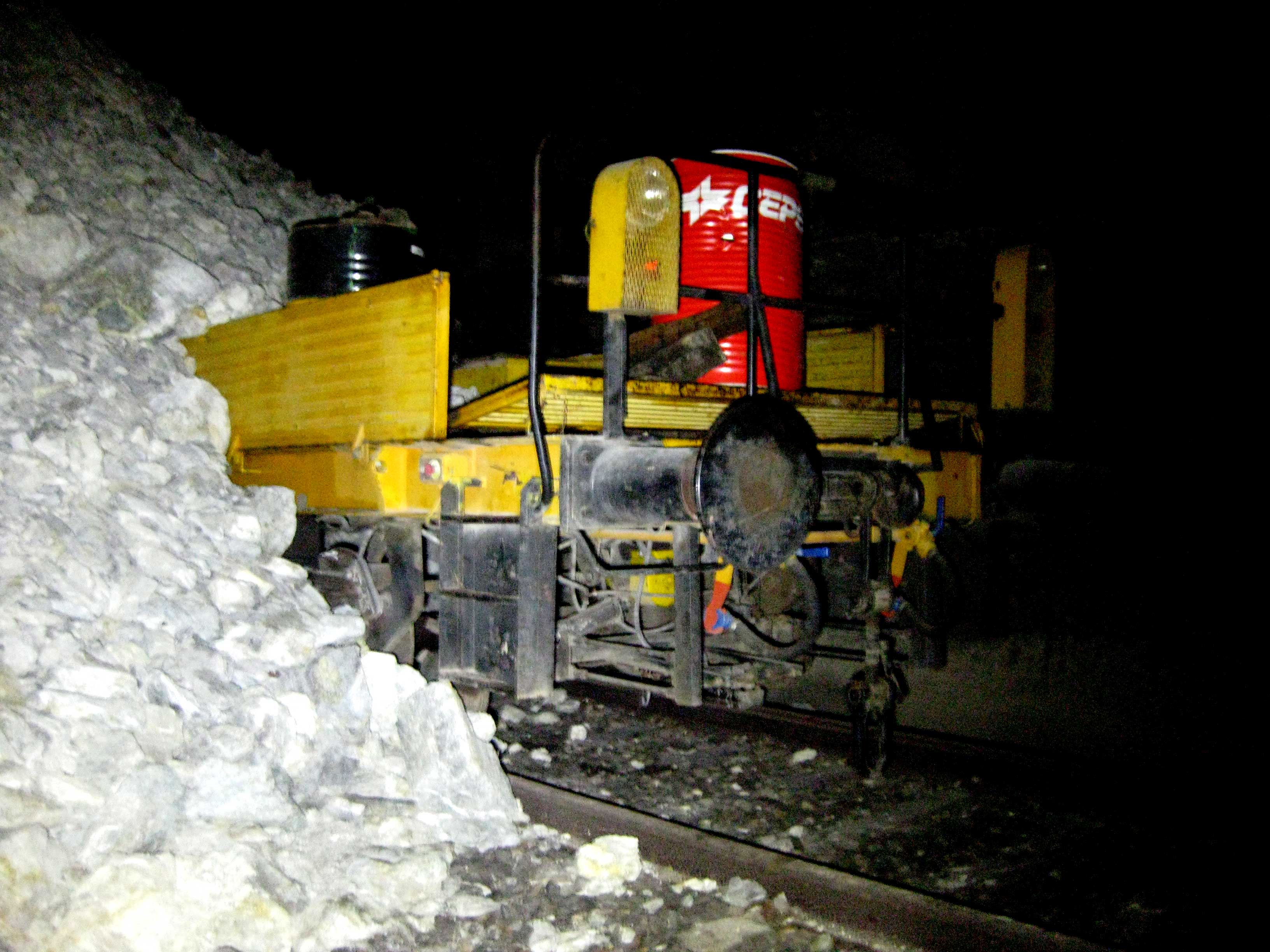
Máquina bateadora atrapada en el túnel desde marzo de 2011

En 2005, tras la reestructuración de RENFE, la titularidad de las infraestructuras pasó a manos del ente público Adif mientras que Renfe Operadora asumió su explotación comercial. 
En marzo de 2011 se produjo un desprendimiento interior que dejó atrapada una máquina bateadora mientras esta realizaba labores de mantenimiento. Se apuntó que este colapso fue debido a la falta de mantenimiento y su vetustez. Este hecho supuso que el tráfico de la línea quedase interrumpido entre las estaciones de Soto del Real y Aranda de Duero. En 2018 Adif cerró con unos muros las dos entradas del túnel para evitar el acceso a éste por personal no autorizado.